# Rattus mindorensis
Rattus mindorensis és una espècie de mamífer rosegador de la família dels múrids. És endèmica de l'illa de Mindoro (Filipines), on viu a altituds d'entre 700 i 1.500 msnm. Habita els boscos. En el passat, estigué afectada per la desforestació. El seu nom específic, mindorensis, significa ‘de Mindoro’ en llatí.